# Philantomba
Philantomba é um gênero de mamíferos da tribo Cephalophini, da subfamília Antilopinae, da família dos bovídeos. Inclui três espécies, a cabra-do-mato-preta (Philantomba maxwellii), a seixa (Philantomba monticola) e Philantomba walteri.